# Aphilopota interpellans
Aphilopota interpellans är en fjärilsart som beskrevs av Butler 1875. Aphilopota interpellans ingår i släktet Aphilopota och familjen mätare. Inga underarter finns listade i Catalogue of Life.